# Jean-Jacques Blanc
Pour les articles homonymes, voir Blanc (homonymie).
Jean-Jacques Blanc dit Leblanc, né le 3 octobre 1745 à Anduze (Gard), mort le 6 septembre 1820 à Anduze (Gard), est un général de brigade de la Révolution française.

## États de service
Il entre en service le 16 mars 1764, comme soldat au régiment de Vieille marine, il passe au grenadiers de France le 5 mai 1768, et il est réformé à la dissolution de ce corps le 4 août 1771.
Il reprend du service le 5 septembre 1771, comme soldat au régiment du Roi cavalerie, il devient brigadier le 17 juillet 1780, fourrier le 21 janvier 1784, maréchal des logis le 26 septembre 1784, maréchal des logis-chef le 7 mai 1788, et il obtient le médaillon de vétérance le 28 février 1790.
Le 12 mai 1792, il est nommé sous-lieutenant, puis le 22 juin suivant, il passe lieutenant au 6e régiment de cavalerie, il sert à l’armée du Nord, et il est nommé capitaine le 1er avril 1793.
Il est promu général de brigade le 8 avril 1794, et le 21 mai 1794, il commande la cavalerie de la division du général Souham. Le 29 septembre 1794, il commande Bouchain, puis le 5 novembre suivant il commande la place de Douai.
Le 23 janvier 1795, il assume le commandement intérimaire de Cambrai, mais le 25 mai 1795, le comité de la sécurité publique le rejette pour incompétence et inaction. Il est admis à la retraite le 2 juillet 1795.
Il meurt le 6 septembre 1820, à Anduze.

## Sources
- (en) « Generals Who Served in the French Army during the Period 1789 - 1814: Eberle to Exelmans »
- (pl) « Napoléon.org.pl »
- Georges Six, Dictionnaire biographique des généraux & amiraux français de la Révolution et de l'Empire (1792-1814), Paris : Librairie G. Saffroy, 1934, 2 vol., p. 77-7800